# Michail Artemjev
Michail Michajlovitj Artemjev (ryska: Михаил Михайлович Артемьев), född 1943, död 16 februari 2002 var en rysk entomolog och professor i biologi. Han specialiserade sig på sandmyggor (Phlebotominae) och stickmyggor (Culicidae) och publicerade totalt över 110 vetenskapliga artiklar. År 1966 tog Artemjev examen från Moskvauniversitetet, han fortsatte sedan med sin masterexamen och blev anställd för forskning vid samma universitet. Senare blev han anställd som forskare vid Moskvas medicinska akademi. Arten Anopheles artemievi är döpt efter honom.